# Karrypel kontra Groszki
Karrypel kontra Groszki – serial animowany produkcji polskiej wyprodukowany w Studio Filmów Rysunkowych w Bielsku-Białej w latach 1995–1996. Serial liczy 9 odcinków.

## Fabuła
Karrypel jest czarownikiem występującym w cyrku. Latający królik – będący główną atrakcją jego występu – przypadkiem wchodzi w posiadanie czarodziejskiego grochu, potrafiącego odwracać czary. Karrypel boi się, że ktoś może użyć grochu przeciwko niemu. W czasie występu znęca się nad królikiem, aby ten oddał mu groch. W efekcie czarownik zostaje wyrzucony z cyrku za znęcanie się nad zwierzętami, a królik ląduje w rękach jednej z dziewczynek z widowni – Niki. Karrypel postanawia się nie poddawać i porozumiewa się ze szczurzym kontrwywiadem, który ma mu pomóc w znalezieniu dziewczyny i grochu. Nika sadzi groch, z którego wyrasta magiczna roślina. Z jej strąków wychodzą trzy żywe groszki: Mima, Leon i Spoko. Od tamtej pory Karrypel i szczury toczą nieustanną walkę z grochami, imając się zarówno osiągnięć magii, jak i nauki.

## Twórcy
Scenariusz: Jerzy Niemczuk
Reżyseria:
- Marian Cholerek (odc. 1, 6)
- Andrzej Flettner (odc. 2, 7)
- Marek Burda (odc. 3, 9)
- Bronisław Zeman (odc. 4, 8)
- Aleksandra Magnuszewska-Oczko i Aleksander Oczko (odc. 5)

Zdjęcia:
- Dorota Poraniewska
- Roman Baran

Scenografia:
- Marian Cholerek
- Franciszek Pyter

Animacja:
- Teresa Rokowska-Kliś
- Małgorzata Madzia
- Iwona Sienkiewicz
- Roman Frajczyk
- Aleksandra Dzida
- Jadwiga Byrska
- Ryszard Pudełko
- Marian Wantoła
- Marek Kaczmar
- Zenon Kliś
- Jolanta Krysta-Sobolak
- Katarzyna Blachura
- Elwira Bogusławska

Muzyka: Zenon Kowalowski

Montaż: Irena Hussar

Dźwięk:
- Irena Hussar (odc.1)
- Otokar Balcy (pozostałe)

Kierownictwo produkcji: Romana Miś

Produkcja: Studio Filmów Rysunkowych (Bielsko-Biała)

## Głosy postaci
- Karrypel – Kazimierz Czapla
- Mima – Barbara Guzińska
- Leon – Lucyna Sypniewska
- Spoko – Władysław Aniszewski
- Nika – Paulina Tworzyańska
- Szczurołaps – Jerzy Dziedzic
- Kanalis – Janusz Siwy
- Zgryzak – Aleksander Pestyk
- Wyszczerzny – Paweł Podosek
- Kret – Ireneusz Ogrodziński
- Tomasz Sylwestrzak
- Maria Wszół
- Magdalena Nieć
- Grzegorz Sikora

## Lista odcinków
| Numer odcinka | Tytuł                    | Rok produkcji |
| 1 | Latający królik          | 1995          |
| --- | ------------------------ | ------------- |
| Karrypel z psem Kociuchem występuje jako clown w cyrku. Najważniejszą część jego występów stanowi tresura królików, które zrzuca z umieszczonego wysoko trapezu. Publiczności się to nie podoba. Zdegustowane dzieci obrzucają Karrypla lodami i umożliwiają królikom ucieczkę. Jeden z nich chroni się u Niki i oddaje jej cudowny groch. Dziewczynka sadzi go w doniczce. Karrypel za wszelką cenę chce odzyskać swój skarb, o pomoc prosi szczura Kanalisa. Kiedy już szczury odnajdują dziewczynkę, Karrypel chce ją zamienić w żabę. Jednak za sprawą odbijającego czary grochu żabą staje się sam czarownik. |                          |               |
| 2 | Fałszywe żaby            | 1995          |
| Klęska odniesiona podczas czarowania nie zniechęca Karrypla. Szuka różnych sposobów, by odzyskać groch. Dzięki pomocy różnych zwierząt Nika orientuje się w planach czarodzieja i chce go przechytrzyć – pozwala mu ukraść zwyczajny groch. Tymczasem z zasianego wcześniej ziarenka wykluwają się trzy małe groszki, które wesoło się bawią i nie zdają sobie sprawy z grożącego im niebezpieczeństwa. Karrypel, po odkryciu strasznej pomyłki, zamienia w żabę również swego kolegę, szczura Kanalisa. Wyjaśnia mu także, że supergroch ma moc odwracania czarów na siedem dni. Łotry zastanawiają się, jak odzyskać cenną roślinkę. Wieczorem Nika karmi małe groszki mlekiem, układa je do snu i śpiewa im kołysankę, a groszki spokojnie zasypiają. |                          |               |
| 3 | Cyrk z bocianem          | 1995          |
| Karrypel, zły czarownik, zostaje wyrzucony z cyrku za męczenie zwierząt. Chce się za to zemścić na Nice. Ma zamiar zmienić ją w żabę. Ponieważ dziewczynka posiada czarodziejski groch, który ma zdolność odwracania czarów, Karrypel zamienia więc w żabę swego wspólnika Kanalisa. Obaj postanawiają wykraść groch. Czarownik przebiera się za Nikę, wchodzi do jej domu i chce zabrać groszki. Na szczęście prawdziwa Nika wraca w porę. Dziewczynce pomaga też cyrkowy bocian, z którym Karrypel miał na pieńku. Ptak porywa z mieszkania Niki Karrypla i zamienionego w żabę Kanalisa. |                          |               |
| 4 | Kto kopie dołki          | 1995          |
| Karrypel i Kanalis ze swą spółką żyją wyłącznie żądzą zemsty. Tymczasem przyjaciele Niki – to znaczy, groszki: Mima, Spoko i Leon oraz króliczek – zaprzyjaźniają się z krecikiem z ogródka. Karrypel wciąż wertuje czarodziejską księgę, żeby znaleźć jakiś sposób na wyrafinowaną zemstę. Wreszcie wpada na szatański pomysł. Produkuje maść, którą wystarczy posmarować grochy, a będą służyły Karryplowi i Kanalisowi. Przypadkiem dowiaduje się o tych planach krecik. Uprzedza Nikę i sympatyczne groszki o grożącym im niebezpieczeństwie. |                          |               |
| 5 | Ośmiorny                 | 1995          |
| Szczury wraz z Karryplem wciąż kombinują, jak unieszkodliwić grochy. Szczury laboratoryjne wynajdują nowy preparat, "Nieczynnik", który likwiduje moc czarów. Podsłuchuje ich zaprzyjaźniony z groszkami dzięcioł i zawiadamia o planach Karrypla Nikę. Karrypel wysyła pająka Ośmiornego z "Nieczynnikiem" do domu dziewczynki. W porę uprzedzona Nika podstępnie podkłada fałszywe groszki. Pewny swego Karrypel wchodzi do mieszkania, żeby unieszkodliwić grochy, ale sam zostaje schwytany, zmniejszony i uprowadzony przez psa podwórkowego Szpunta. Po pokonaniu wrogów Nika i groszki przygotowują się do snu. |                          |               |
| 6 | Sójka psujka             | 1995          |
| Szczurołapsowi i spółce idzie coraz gorzej. Karrypel próbuje złapać Nikę, ale sam wpada w potrzask. Jego kolesie postanawiają uratować go z niewoli w psiej budzie. Przygotowują podkop. Pech chce, że Szpunt, pies podwórkowy, dość ma życia na łańcuchu i akurat ucieka do szczurów, oczywiście razem z Karryplem. Tymczasem Nika wyjeżdża z rodzicami do domku letniskowego. Cieszy się, że odpocznie od podstępnego Karrypla i szczurzej szajki. W lesie dziewczynka i jej przyjaciele udzielają pomocy napadniętej przez lisa sójce, która zostaje ich nową przyjaciółką. Karrypel i szczury nie dają za wygraną. Jakimś cudem zdobywają płyn, który zmienia wszystko w stonki. Mają zamiar polać nim Nikę i groszki. |                          |               |
| 7 | Czarna lotnia            | 1996          |
| Nika i grochy resztę wakacji spędzają nad morzem. Wyleczona już sójka tak przywiązała się do swych opiekunów, że leci za nimi. Na zaśmieconej plaży grochy organizują wielkie sprzątanie. Niestety, odnajduje ich stonka-Karrypel i porywa dwa groszki. W odsiecz przychodzi im sójka Psujka i ratuje groszki ze szponów przestępcy |                          |               |
| 8 | Jaszczur                 | 1996          |
| Szczurzy naukowcy nie zniechęcają się i kontynuują prace w laboratorium. Profesor Zgryzak wynajduje nowy preparat – odmianol, nie potrafi jednak podać skutków jego działania. Kanalis nie chce go wykorzystać od razu na grochach – postanawia go na kimś wypróbować. Ofiarą odmianolu pada Szczurołaps, który zamienia się w ogromnego dinozaura, i psy, które zamieniają się w jajka. Karrypel chce wykorzystać przemianę Szczurołapsa i każe mu złapać Nikę i groszki. Na szczęście przypadkowym świadkiem wydarzeń jest krecik, który o wszystkim informuje Nikę. Jednemu z grochów udaje się wykraść resztkę odmianolu. Dzięki podstępowi Niki Szczurołaps wraca do dawnej postaci. |                          |               |
| 9 | Poprawiacz z utrwalaczem | 1996          |
| Kolejny wynalazek szczurów to poprawiacz z utrwalaczem. Karryplowi nie udaje się wykorzystać preparatu, ponieważ kradnie go krecik i oddaje Nice. Skutki działania poprawiacza są niezwykłe – jeden z grochów po wypiciu odrobiny płynu staje się radosny i gotowy do przebaczenia nawet Karryplowi. Dziewczynka postanawia więc podarować preparat złemu czarownikowi. Karrypel nieufnie się odnosi do otrzymanej przesyłki. Chce zmusić Kociucha, żeby wypił płyn, jednak pada ofiarą własnego podstępu. Wypija poprawiacz i zmienia się nie do poznania. Staje się dla wszystkich dobry, żałuje, że dokuczał Nice i groszkom. Postanawia za to przeprosić. Przebiera się za Mikołaja i rozdaje przyjaciołom prezenty. Spełnia również swoje marzenie – razem z grochami wraca do cyrku, gdzie występuje, jako treser krzeseł. Wszystkim widzom bardzo się to podoba, nawet Nice. |                          |               |